# Ángela Nieto
María Ángela Nieto Toledano (geb. 1. März 1960 in Madrid) ist eine spanische Biologin, Professorin für Entwicklungsneurobiologie und Leiterin der Forschungsgruppe für Entwicklungsneurobiologie am Instituto de Neurociencias (CSIC-UMH) in Alicante. Sie für ihre wegweisenden Arbeiten zur epithelial-mesenchymalen Transition bekannt, die entscheidend zur Erforschung von Entwicklungsprozessen und Krankheiten wie Krebs und Fibrose beigetragen haben.

## Leben
Ángela Nieto wurde 1960 in Madrid geboren und besuchte zunächst die Schule Tirso de Molina sowie anschließend das Gymnasium Isabel la Católica in Madrid. Sie studierte Biologie und promovierte 1987 an der Universidad Autónoma de Madrid im Bereich Protein-Nukleinsäure-Interaktionen. Nach Stationen am Instituto de Investigaciones Biomédicas in Madrid und am Max-Planck-Institut für Psychiatrie in München wechselte sie 1989 an das National Institute for Medical Research in London, wo sie Gene isolierte, die für die embryonale Morphogenese wichtig sind.
Im Jahr 1993 kehrte Nieto nach Spanien zurück und übernahm eine feste Stelle als Wissenschaftlerin am Instituto Cajal in Madrid. 2004 zog sie mit ihrer gesamten Forschungsgruppe nach Alicante an das Instituto de Neurociencias (CSIC-UMH), wo sie eine Professur übernahm und die Abteilung für Entwicklungsneurobiologie leitete. Nieto setzt sich überdies in internationalen wissenschaftlichen Gremien ein, darunter als Präsidentin der spanischen Gesellschaft für Entwicklungsbiologie, im Vorstand der International Society of Differentiation und als stellvertretende Vorsitzende des EMBL Council.

## Wirken
Ángela Nietos Forschungsschwerpunkt liegt auf der epithelial-mesenchymalen Transition, einem molekularen Prozess, der ursprünglich im embryonalen Entwicklungsstadium stattfindet und bei dem Zellen die Fähigkeit zur Migration erwerben. Nieto entdeckte, dass dieselben genetischen Programme, welche die embryonale Zellmigration steuern, auch bei pathologischen Prozessen im Erwachsenenalter, insbesondere bei der Metastasenbildung von Krebs und der Entstehung von Fibrosen, aktiviert werden können. Ihr Labor erkannte die Snail-Familie von Genen als zentrale Akteure der EMT, deren Überaktivierung zur Bildung von Metastasen und anderen schweren Krankheiten führen kann.
Ein bedeutender Beitrag Nietos war die Klärung der Mechanismen, durch welche die Position des Herzens im Körper während der Embryonalentwicklung festgelegt wird, was das Verständnis angeborener Herzfehlbildungen verbesserte. Ihre Erkenntnisse eröffneten neue Möglichkeiten in der Krebsforschung, insbesondere hinsichtlich der Verhinderung der Metastasierung durch gezielte Interventionen auf molekularer Ebene.
Nieto erhielt zahlreiche Auszeichnungen, darunter den Jaime I-Preis für Grundlagenforschung (2009), den Premio Nacional de Investigación Ramón y Cajal (2019), den Preis der Fundación Lilly für biomedizinische präklinische Forschung (2018) und den L’Oréal-UNESCO-Preis (2022).